# Петряев овраг
Петря́ев овраг — малая река в Москве и Московской области, левый приток Битцы. На территории города заключена в подземный коллектор. Своё название получила от фамилии Петряев или от личного имени Петряй.
Длина реки составляла 2,7 км, площадь водосборного бассейна — 3 км². Речное русло проходило по разветвлённой балке, постоянное течение устанавливалось в низовьях. Прежний исток у Мелитопольской улицы засыпан, теперь ручей начинается к западу от дома № 17/1 по Востряковскому проезду. Водоток сохранился на протяжении одного километра, на территории Москвы проходит 500—600 метров. Река протекает на запад и юго-запад, пересекает МКАД и далее поворачивает на юг. Устье расположено в 1,2 километрах к востоку от Курского направления Московской железной дороги.